# Eustrophus tomentosus
Eustrophus tomentosus är en skalbaggsart som beskrevs av Thomas Say 1827. Eustrophus tomentosus ingår i släktet Eustrophus och familjen skinnsvampbaggar. Inga underarter finns listade i Catalogue of Life.